# Elecciones presidenciales de Finlandia de 1968
Las elecciones presidenciales de Finlandia de 1968 se celebraron el 15 y 16 de enero para escoger al Presidente de la República para el período 1968-1974. El presidente incumbente, Urho Kekkonen, obtuvo fácilmente su segunda reelección para un tercer mandato con el 65% de los votos y 201 miembros del Colegio Electoral. La participación decreció a un 70% de los votantes registrados.
Los dos oponentes de Kekkonen, el candidato de la Coalición Nacional, el director del Banco Nacional Comercial Matti Virkkunen, y el líder populista del Partido Rural Finlandés Veikko Vennamo, le criticaron por gobernar Finlandia de una manera demasiado autocrática. Vennamo en particular acusó a Kekkonen de perseguir una política exterior demasiado dependiente y servil hacia la Unión Soviética. Tras su victoria, Kekkonen prometió que este sería su último mandato. Sin embargo, en 1973, meses antes de las elecciones presidenciales, Kekkonen logró ser reelegido automáticamente por el Parlamento para otro mandato de seis años, sin realizarse una elección, y posteriormente en 1978 sería nuevamente reelegido por voto popular.

## Resultados
| Candidato                | Partido                                                               | Partido                   | Votos     | %    | Colegio Electoral |
| ------------------------ | --------------------------------------------------------------------- | ------------------------- | --------- | ---- | ----------------- |
| Urho Kekkonen            |                                                                       | Partido del Centro        | 421.197   | 20.7 | 75                |
| Urho Kekkonen            | Liga Popular Democrática de Finlandia                                 | 345.609                   | 17.0      | 56   |                   |
| Urho Kekkonen            | Partido Socialdemócrata de Finlandia                                  | 315.068                   | 15.5      | 55   |                   |
| Urho Kekkonen            | Partido Popular Liberal                                               | 102.831                   | 5.0       | 9    |                   |
| Urho Kekkonen            | Partido Popular Sueco (dividido)                                      | 70.946                    | 3.5       | 9    |                   |
| Urho Kekkonen            | Unión Socialdemócrata de los Trabajadores y los Pequeños Agricultores | 46.833                    | 2.3       | 6    |                   |
| Urho Kekkonen            | Independientes                                                        | 21.425                    | 1.1       | 1    |                   |
| Urho Kekkonen            | Total Kekkonen                                                        | 1.323.909                 | 64.9      | 201  |                   |
| Matti Virkkunen          |                                                                       | Coalición Nacional        | 432.014   | 21.2 | 58                |
| Matti Virkkunen          | Partido Popular Sueco (dividido)                                      | 43.892                    | 2.2       | 6    |                   |
| Matti Virkkunen          | Independientes                                                        | 432.014                   | 21.2      | 2    |                   |
| Matti Virkkunen          | Total Virkkunen                                                       | 482.693                   | 23.7      | 66   |                   |
| Veikko Vennamo           |                                                                       | Partido Agrario Finlandés | 231.282   | 11.3 | 33                |
| Veikko Vennamo           | Partido Popular Sueco (dividido)                                      | 677                       | 0.0       | 0    |                   |
| Veikko Vennamo           | Total Vennamo                                                         | 231.959                   | 11.4      | 33   |                   |
| Otros                    | Otros                                                                 | Otros                     | 31        | 0.0  | 0                 |
| Votos en blanco/anulados | Votos en blanco/anulados                                              | Votos en blanco/anulados  | 9.237     | –    | –                 |
| Total                    | Total                                                                 | Total                     | 2.211.441 | 100  | 300               |
| Fuente: Nohlen & Stöver  |                                                                       |                           |           |      |                   |